# Sagay (Camiguin)
Sagay é um município de  quinta classe de renda municipal (d) na província Camiguin, nas Filipinas. De acordo com o censo de 1 de maio  de  2020 possui uma população de 12 826 pessoas e 3 228 domicílios.